# Двір

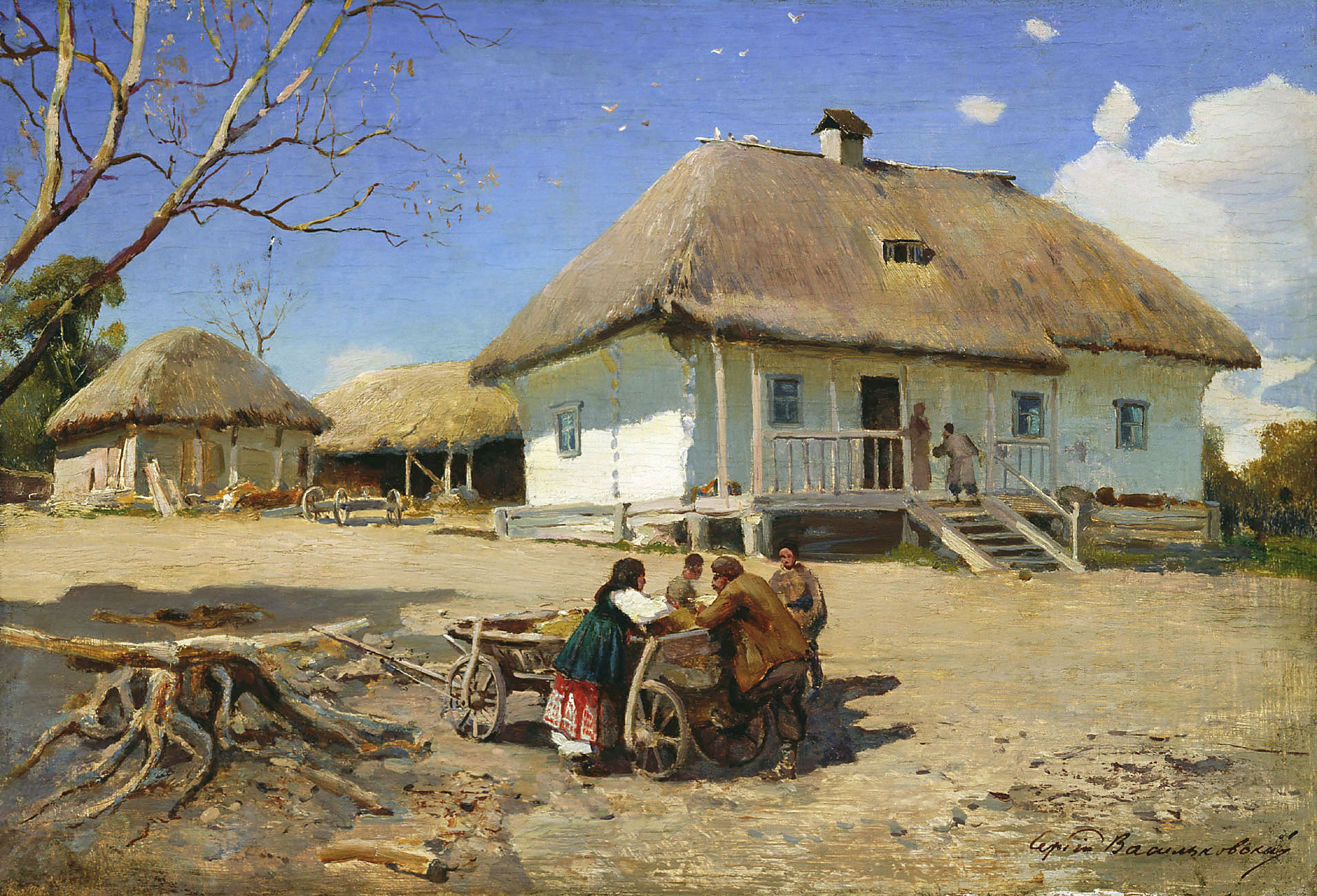
С. І. Васильківський «Козацький двір», XIX ст.

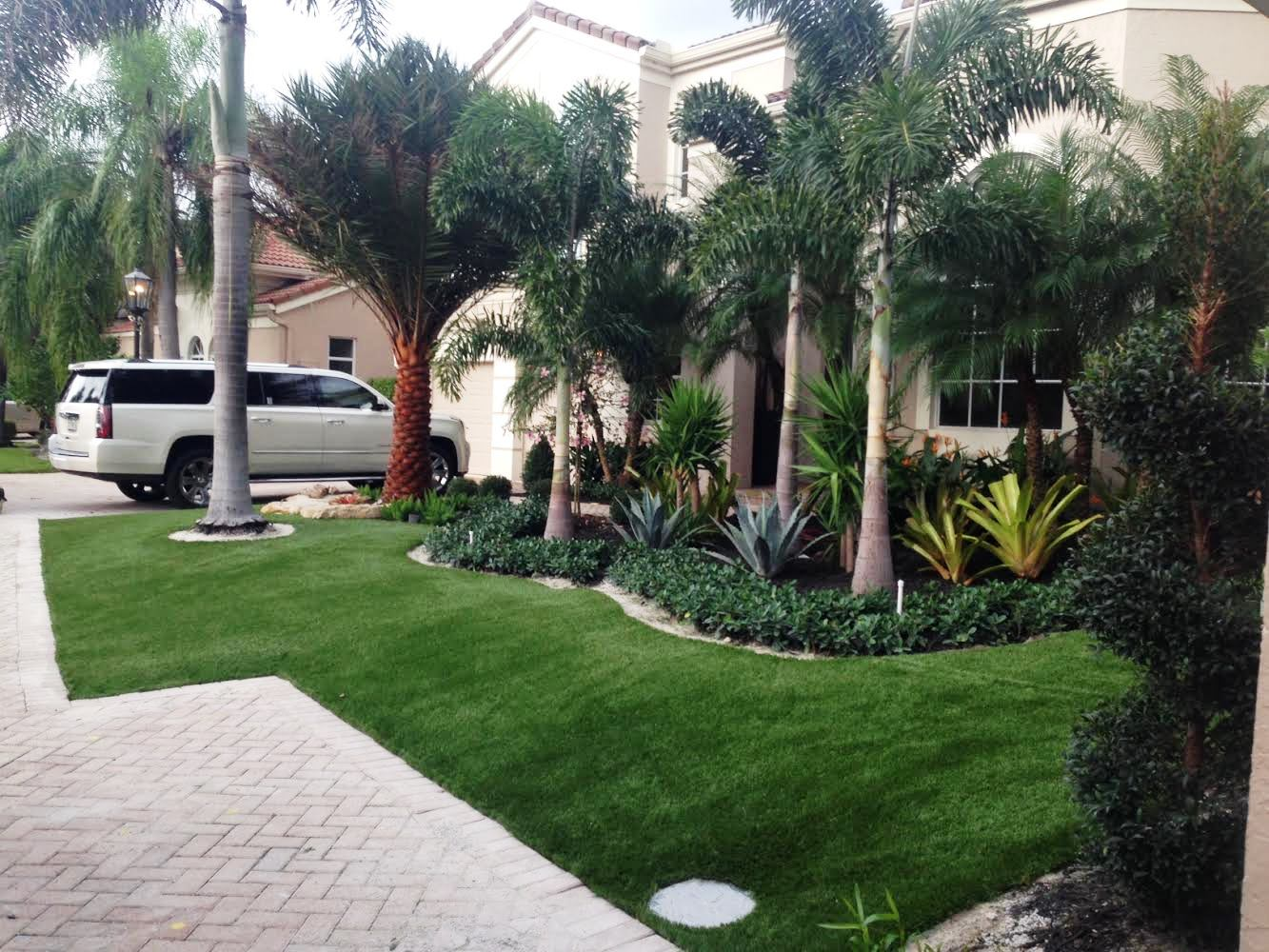
Передній дворик

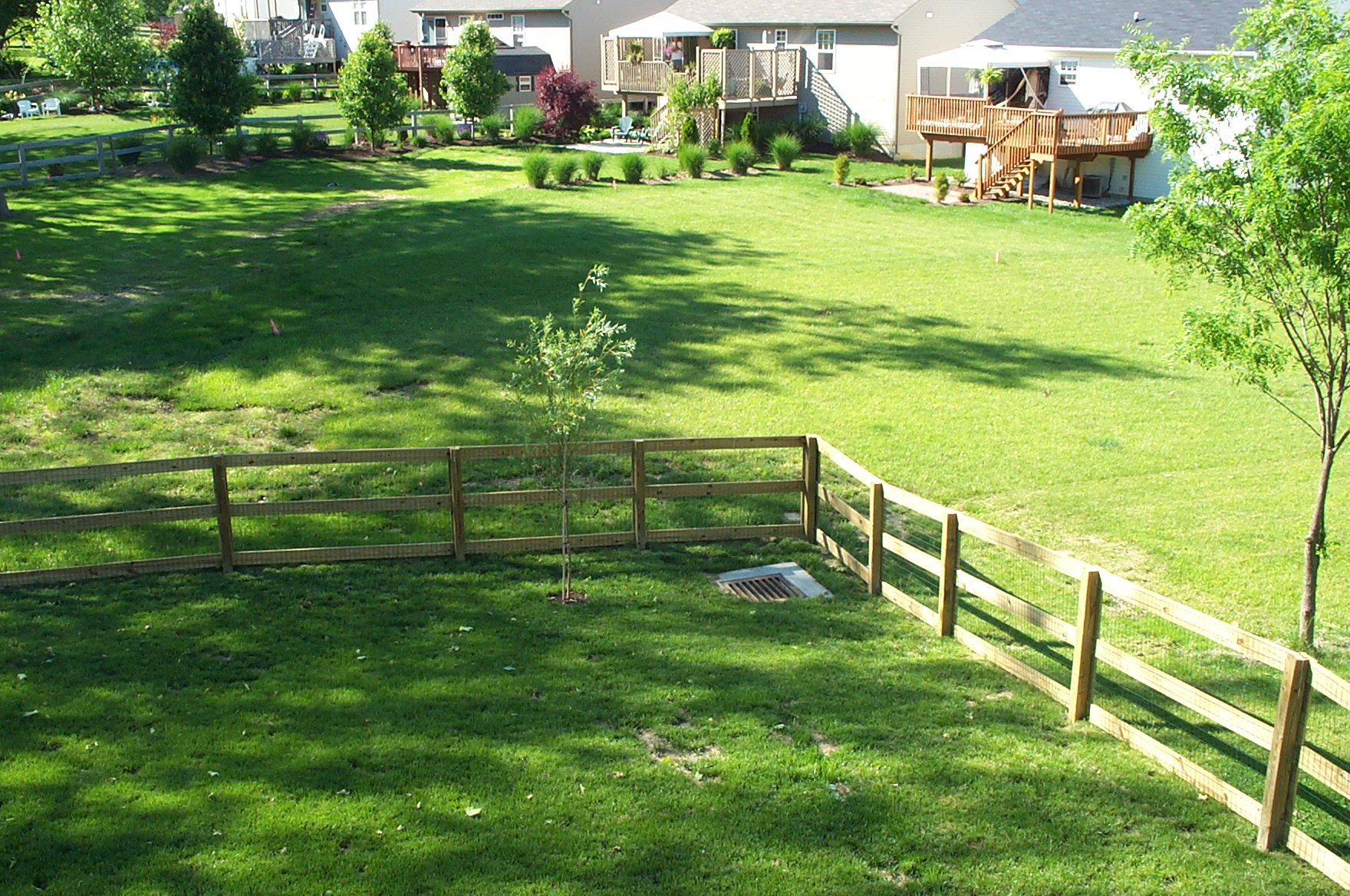
Задній двір

Двір — це ділянка землі, яка безпосередньо примикає до однієї чи кількох будівель. Двір може бути закритим або відкритим. 
Існує ряд похідних слів і лексем, які зазвичай пов'язані з певним використанням або типом будівлі. Деякі з них можуть бути архаїчними або мало вживаними зараз. Прикладами таких слів є: дворик, надвір'я, комірний двір, хмільний двір, «двірець; малий двір, палац», «приміщення для дворових людей», теремний двор, «королівський і ін. двір», «царедворець, придворний», «придворні пани», церковний двір, вілла, подвір'я, тюремний двір, «двірець; вокзал», залізничний двір, «садиба у передмісті»,  «місце за дворами», «простір, замкнутий воротами, загорода».

## Походження слова
Двір має етимологічний зв'язок з давньоіндійським словом dvãram «ворота»; з індоєвропейським dhu̯or- з первісним значенням «простір, замкнений воротами, загорода».
В англійській мові слово походить від того самого лінгвістичного кореня, що й слово сад, і має багато однакових значень. Слово «двір» походить від англосаксонського geard, порівняйте «jardin» (французьке), яке має германське походження (порівняйте франконське слово «gardo»), «сад» (англо-нормандське Gardin, німецьке Garten) і давньоскандинавське garðr, латинське hortus = «сад».
Наприкінці праслов'янської спільноти поблизу житла почали зводити будівлі для домашніх тварин: xlěvъ «хлів», obora «обора», konura «конура», kotṷхъ «хлів для дрібної худоби; свинарник», а простір навколо дому з усіма іншими будівлями і подвір'ям, який обносили тином, утворював двір (dvorъ).

## Застосування терміна
- Подвір'я — «обнесена огорожею або оточена будівлями ділянка землі коло хати, дому і т. ін.; двір».[4] Це стосується атріумів, перистилів, патіо, клуатрів.
- Земельний наділ садиби. Двір — господарська ділянка, на якій розміщені садибні будівлі, та місце біля них (часто відгороджене).[5] Типологія будівель і споруд народної архітектури включає: житло — хати (постійне житло), колиби (сезонне житло), курені (тимчасове житло); господарські споруди, що утворювали комплекс двору, — комору, погріб, стайню, хлів, саж, курник. Клуня й тік розміщались окремо від двору, на городі; виробничі споруди — млини, вітряки, тартаки, сукновальні, олійні, крупорушки, кузні; громадські будівлі — школи, сільські управи, корчми, гамазеї; церковні будівлі — церкви, каплиці, дзвіниці.[6]

- Селянська садиба. Двір — «сільська хата з усім господарством при ній». Подвір'я — «хата разом з усіма господарськими будівлями; індивідуальне селянське господарство». Садиба — «житловий будинок та господарські будівлі з прилеглими до них садом і городом, що разом є окремим господарством». Розподіл усіх приміщень на території двору був обумовлений господарськими вимогами, а також особливостями рельєфу садиби. За часів середньовіччя — власне господарство феодала. Двір, дво́рище — у XIV—XVII століттях — це форма сімейного та територіально-господарського устрою українського селянства, що об'єднувала кілька селянських господарств; пізніше — індивідуальне господарство, тобто господарська ділянка, на якій розміщено житлове приміщення, садибні будівлі, та місце біля них (часто відгороджене). В XIX — на початку XX ст особливості облаштування двору та господарських будівель в Україні відігравали велику роль в житті кожного українця. За формою розташування житла та господарських споруд український двір мав три основні типи забудови — вільний, зімкнутий та замкнений. Вільний тип забудови поділявся ще на Г- та П-подібний варіанти забудови, де всі елементи двору в плані утворювали відповідну літеру. Традиційні елементи двору в різних районах України називались по-різному. Наприклад, двори із суцільним замкненим взаємозв'язком мали назви «окружний двір», «круглий двір», «підварок» — на Поліссі; «заєзд», «замкнений» — на Поділлі; «хата у брамах», «гражда» — на Гуцульщині; «хутір», «зимівник», «козацький двір» — на Півдні. На Гуцульщині двір-ґражда являв собою замкнуту структуру, утворену житловою будовою і господарськими спорудами. В радянські часи Двір був одиницею обліку господарств у селі, колгоспі. В даний час застосовується поняття домогосподарство.

- Подвір'я — «приміщення для тварин, реманенту, різних матеріалів і т. ін».[4][5] Сарай, хлів.

- Заїжджий двір, Прохідний двір.

- «В історичному значенні "Присадибне господарство землевласника — поміщика, монастиря і т. ін.; маєток", а в переносному значенні "Поміщик і його оточення"».[5]
- «В історичному значенні "Виробнича одиниця — завод, майстерня"».[5]

- Гарматний двір.
- «Монетний двір — підприємство, що карбує монети та виготовляє інші державні знаки».
- Гостиний двір — в середньовіччі — узагальнений термін для залів: «критий ринок» або «торговий центр». Ці структури об'єднували невеликі крамниці, куди купці з інших міст могли у встановлений час приходити продавати свої товари. Найвідомішим є Санкт-Петербурзький Гостиний двір, розташований на Невському проспекті. Московський Гостиний двір знаходиться поруч з Червоною площею, за ГУМом .